# Ken Russell

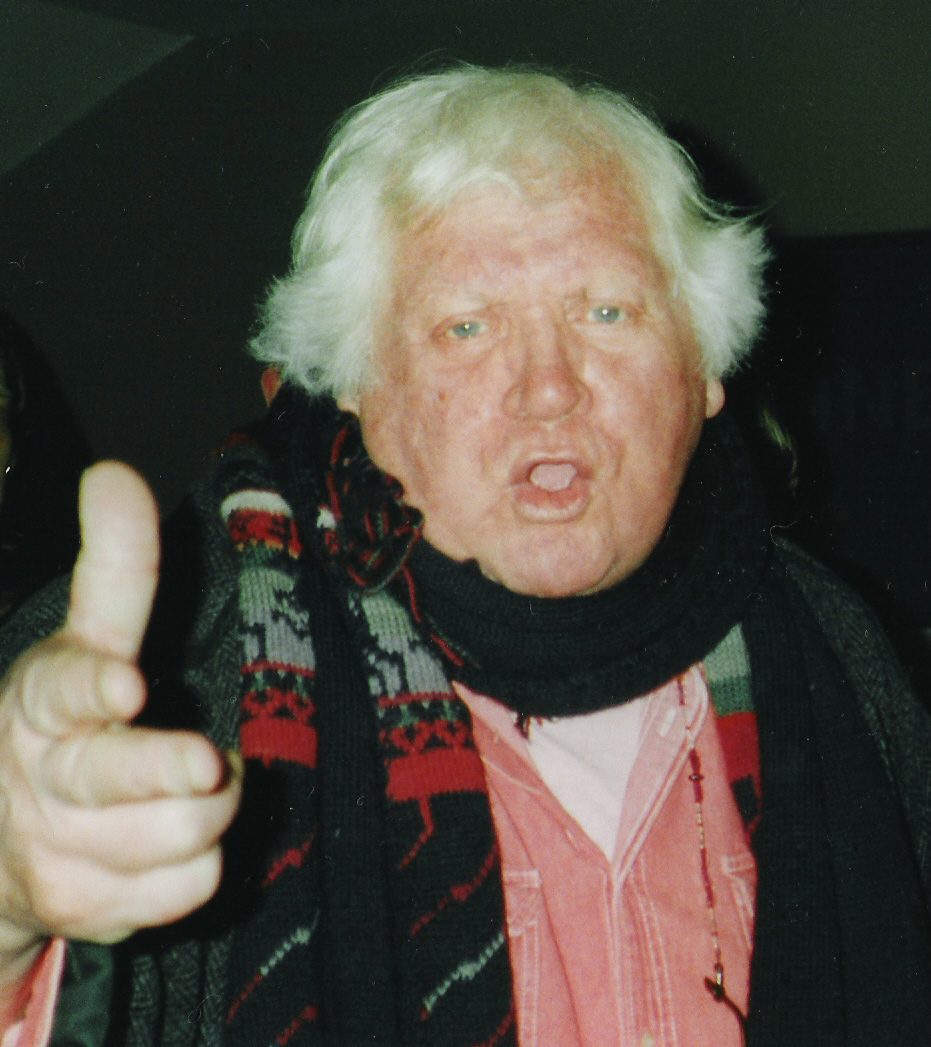
Ken Russell

Henry Kenneth Alfred „Ken“ Russell (* 3. Juli 1927 in Southampton, England; † 27. November 2011 in London) war ein britischer Filmregisseur, -produzent, Drehbuchautor und Schauspieler.

## Leben
Nach dem Besuch des Pangbourne Nautical Colleges ließ sich Russell auf der Walthamstow Art School in London zum Fotografen ausbilden. Bereits früh beschäftigte er sich mit dem Film als Medium. Er experimentierte als Amateur mit 16-mm-Schmalfilm, den er später auch professionell nutzte.
Seine ersten drei Amateurfilme, darunter Amelia und die Engel, drehte er 1957 und 1958. Ab 1958 schuf er für die BBC mehrere Dokumentarfilme über Komponisten. Sein unkonventioneller Stil – Russell stellte weniger Fakten als sein individuelles Empfinden in den Vordergrund – brachte ihm seitens verschiedener Musikkritiker den Vorwurf der Respektlosigkeit ein. Gleichzeitig lobte ihn die internationale Presse als außergewöhnlich einfallsreichen Regisseur.
Nachdem er 1964 seinen ersten Kinofilm (French dressing) gedreht hatte, gelang ihm 1969 mit Liebende Frauen (Women in Love, nach D. H. Lawrence) der Durchbruch als Spielfilmregisseur. Glenda Jackson erhielt für diesen Film den Oscar für die beste Hauptrolle. Es folgten weitere Erfolge wie die Aldous-Huxley-Verfilmung Die Teufel (The Devils) von 1972, 1974 die Rockoper Tommy von und mit der Band The Who sowie 1975 der Musicalfilm Lisztomania.
In den 1980er Jahren arbeitete Russell für längere Zeit in den USA. Dabei entstanden moderne Genre-Klassiker wie 1980 Der Höllentrip (Altered States), 1984 China Blue bei Tag und Nacht (Crimes of Passion) mit Kathleen Turner und Anthony Perkins, Gothic von 1986 und Der Biss der Schlangenfrau (Lair of the White Worm) von 1988. 1990 folgte Die Hure (Whore).
Während der ersten Hälfte der 1980er Jahre betätigte sich Russell außerdem als Opernregisseur und inszenierte in Florenz, Lyon, Charleston (USA), an der Wiener Staatsoper und in Spoleto verschiedene Opern, darunter Arrigo Boitos Mefistofele und Charles Gounods Faust. Seine Inszenierungen unterstrichen zwar seinen Ruf als einfallsreicher Exzentriker, wurden von der Kritik aber größtenteils verrissen.
In den 1990er Jahren hatte Russell zunehmend Schwierigkeiten, seine Projekte finanzieren zu lassen – nicht zuletzt aufgrund seiner Themen- und Darstellerwahl. Er ging deshalb dazu über, die Finanzierung selbst zu übernehmen und Low-Budget-Undergroundfilme zu produzieren.
Durch Russells Werke ziehen sich Themen wie Sexualität und Religion, die Russell freizügig und oft auch bewusst provokant behandelte. Seine stark symbolhafte Bildsprache greift mitunter auf manieristische Elemente zurück.
Ken Russell verstarb am 27. November 2011 84-jährig in London.

## Filmografie (Auswahl)
Regie
- 1956: Knights on Bikes
- 1962: Elgar (Fernsehfilm)
- 1964: Versuch’s mal auf französisch (French Dressing)
- 1965: The Debussy Film (Fernsehfilm)
- 1965: Always On Sunday (Fernsehfilm)
- 1965: Don’t Shoot The Composer (Fernsehfilm)
- 1967: Dante’s Inferno (Fernsehfilm)
- 1967: Das Milliarden-Dollar-Gehirn (Billion Dollar Brain)
- 1968: Song Of Summer (Fernsehfilm)
- 1969: Liebende Frauen (Women in Love)
- 1970: Tschaikowsky – Genie und Wahnsinn (The Music Lovers)
- 1971: Die Teufel (The Devils)
- 1971: Boyfriend (Ihr Liebhaber) (The Boy Friend)
- 1972: Savage Messiah
- 1974: Mahler
- 1974: Tommy
- 1975: Lisztomania
- 1976: Valentino
- 1980: Der Höllentrip (Altered States)
- 1984: China Blue bei Tag und Nacht (Crimes of Passion)
- 1986: Aria (1 Episode)
- 1986: Gothic
- 1987: Salomes letzter Tanz (Salome’s Last Dance)
- 1988: Der Biss der Schlangenfrau (The Lair of the White Worm)
- 1989: Ken Russell’s Crazy Picture Show (A British Picture, Fernsehfilm)
- 1989: Der Regenbogen (The Rainbow)
- 1990: Die Hure (Whore)
- 1990: Die seltsamen Heimsuchungen des Anton Bruckner (The Strange Affliction of Anton Bruckner, Fernsehfilm)
- 1991: Gefangene der Teufelsinsel (Prisoners of Honor, Fernsehfilm)
- 1992: Das Doppelleben des Arnold Bax (The Secret Life of Sir Arnold Bax, Fernsehfilm)
- 1992: Lady Chatterley (Miniserie)
- 1993: Alice in Russialand (Fernsehfilm)
- 1993: Fall Martinu (The Mystery of Doctor Martinu, Fernsehfilm)
- 1993: Verführerische Geschichten (Women & Men: Stories of Seduction, Fernsehreihe)
- 1994: Erotic Tales (1 Episode)
- 1995: Die Uri Geller-Story (Mindbender, Fernsehfilm)
- 1998: Gejagt und in Ketten gelegt (Dogboys, Fernsehfilm)
- 2000: Lion’s Mouth
- 2002: Elgar: Fantasy of a Composer on a Bicycle (Fernsehfilm)
- 2002: The Fall of the Louse of Usher: A Gothic Tale for the 21st Century
- 2006: Trapped Ashes
- 2006: Agatha Christie’s Marple: Die Schattenhand (The Moving Finger, Fernsehreihe)